# Harlin Glacier
Harlin Glacier är en glaciär i Antarktis. Den ligger i Östantarktis. Nya Zeeland gör anspråk på området. Harlin Glacier ligger 729 meter över havet.
Terrängen runt Harlin Glacier är lite kuperad.  Trakten är obefolkad. Det finns inga samhällen i närheten.